# Tatsuya Nagamine
Tatsuya Nagamine (長峯 達也, Nagamine Tatsuya, né le 6 octobre 1971 à Hino, dans la préfecture de Tokyo)  est un réalisateur japonais d'anime travaillant pour la Toei Animation. Parmi ses œuvres représentatives en tant que réalisateur on peut citer les films One Piece : Z et Dragon Ball Super: Broly ainsi que les séries télévisées Beet the Vandel Buster (2004-2005) et HeartCatch PreCure! (2010-2011).

## Filmographie
- Interlude (OVA, 2004)
- Beet the Vandel Buster (série TV, 2004-2005)
- Beet the Vandel Buster: Excellion (série TV, 2005-2006)
- Les Supers Nanas Zeta (série TV, 2006-2007, animation des transformations avec Yoshikazu Tomita)
- Digimon Savers: Ultimate Power! Activate Burst Mode!! (film, 2006)
- Dr. Slump: Dr. Mashirito and Abale-chan (film, 2007)
- Yes! Precure 5: Great Miraculous Adventure in the Mirror Kingdom! (film, 2007)
- Yes Pretty Cure 5 GoGo! The Movie: Happy Birthday in the Land of Sweets (film, 2008)
- HeartCatch PreCure! (série TV, 2010-2011)
- Saint Seiya Omega (série TV, 2013-2014)
- One Piece : Z (film, 2012)[1],[2]
- HappinessCharge PreCure! (série TV, 2014-2015)
- Dragon Ball Super (série TV, 2017-, co-réalisé avec Ryōta Nakamura (en))
- Dragon Ball Super: Broly (film, 2018)
- One Piece (série TV, 2019- )